# Stralivigno
La Stralivigno è una manifestazione podistica ideata nel 2000. L'evento, che si tiene a Livigno, si ripete a cadenza annuale in estate. La gara si sviluppa su tutto il territorio di Livigno per un totale di circa 21 chilometri.

## Prima edizione
La prima edizione della Stralivigno si svolse domenica 6 agosto 2000. Alla gara presero parte 188 atleti. Tra gli uomini vinse l'italiano Andrea Agostini con il tempo di 1h 10' 19", mentre tra le donne vinse Marianna Longa con il tempo di 1h 25' 24".

### Uomini
| #  | Nome               | Tempo      |
| -- | ------------------ | ---------- |
| 1  | Andrea Agostini    | 1h 10' 19" |
| 2  | Emanuele Zenucchi  | 1h 11' 33" |
| 3  | Alfio Mozzi        | 1h 12' 13" |
| 4  | Fiorenzo Romeri    | 1h 13' 50" |
| 5  | Gualtiero Falco    | 1h 13' 53" |
| 6  | Fabio Meraldi      | 1h 14' 07" |
| 7  | Roberto Simonelli  | 1h 15' 12" |
| 8  | Mario Maffezzini   | 1h 15' 30" |
| 9  | Lino Bormetti      | 1h 15' 38" |
| 10 | Emilio Cappelletti | 1h 16' 27" |

### Donne
| #  | Nome               | Tempo      |
| -- | ------------------ | ---------- |
| 1  | Marianna Longa     | 1h 25' 24" |
| 2  | Michela Benzoni    | 1h 30' 42" |
| 3  | Francesca Rastelli | 1h 30' 56" |
| 4  | Antonella Lissoni  | 1h 33' 29" |
| 5  | Paola Cervini      | 1h 34' 18" |
| 6  | Verena Piccinin    | 1h 34' 45" |
| 7  | Marina Testini     | 1h 38' 42" |
| 8  | Alessandra Valgoi  | 1h 42' 52" |
| 9  | Lucia Fanchi       | 1h 45' 49" |
| 10 | Natalia Pradella   | 1h 50' 04" |

## Seconda edizione
La seconda edizione della Stralivigno si svolse domenica 5 agosto 2001. Alla gara presero parte 436 atleti. Tra gli uomini vinse l'italiano Michele Gamba con il tempo di 1h 13' 56", mentre tra le donne vinse Maria Cocchetti con il tempo di 1h 23' 48".

### Uomini
| #  | Nome                   | Tempo      |
| -- | ---------------------- | ---------- |
| 1  | Michele Gamba          | 1h 13' 56" |
| 2  | Emanuele Zenucchi      | 1h 14' 42" |
| 3  | Andrea Agostini        | 1h 16' 04" |
| 4  | Gabriele Valli         | 1h 17' 44" |
| 5  | Giorgio Calcaterra     | 1h 17' 55" |
| 6  | Simone Lenzi           | 1h 18' 20" |
| 7  | Davide Zubiani         | 1h 18' 54" |
| 8  | Walter Gualtiero Bassi | 1h 19' 14" |
| 9  | Dario Santo Caruso     | 1h 19' 42" |
| 10 | Gualtiero Falco        | 1h 21' 59" |

### Donne
| #  | Nome                   | Tempo      |
| -- | ---------------------- | ---------- |
| 1  | Maria Cocchetti        | 1h 23' 48" |
| 2  | Rosita Rota Gelpi      | 1h 26' 32" |
| 3  | Pierangela Baronchelli | 1h 27' 31" |
| 4  | Romina Sedoni          | 1h 30' 38" |
| 5  | Patrizia Ritondo       | 1h 31' 59" |
| 6  | Monica Casiraghi       | 1h 33' 01" |
| 7  | Francesca Rastelli     | 1h 34' 31" |
| 8  | Carla Dall'Acqua       | 1h 35' 11" |
| 9  | Michela Benzoni        | 1h 36' 03" |
| 10 | Marianna Longa         | 1h 36' 21" |

## Terza edizione
La terza edizione della Stralivigno si svolse domenica 4 agosto 2002. Alla gara presero parte 530 atleti. Tra gli uomini vinse lo statunitense Josh Cox con il tempo di 1h 12' 02", mentre tra le donne vinse la keniana Hellen Kimutai Chemaio con il tempo di 1h 19' 20".

### Uomini
| #  | Nome               | Tempo      |
| -- | ------------------ | ---------- |
| 1  | Josh Cox           | 1h 12' 02" |
| 2  | Krijn Van Koolwijk | 1h 12' 41" |
| 3  | Shem Kororia Siya  | 1h 13' 02" |
| 4  | Emanuele Zenucchi  | 1h 15' 21" |
| 5  | Lorenzo Merli      | 1h 15' 52" |
| 6  | Tim Stessens       | 1h 16' 20" |
| 7  | Graziano Zugnoni   | 1h 16' 53" |
| 8  | Alfio Mozzi        | 1h 17' 00" |
| 9  | Daniel Antonioli   | 1h 18' 04" |
| 10 | Fiorenzo Romeri    | 1h 18' 09" |

### Donne
| #  | Nome                       | Tempo      |
| -- | -------------------------- | ---------- |
| 1  | Hellen Kimutai Chemaio     | 1h 19' 20" |
| 2  | Banuella Mirashan Brighton | 1h 21' 03" |
| 3  | Anne Kosgei Jepkemboi      | 1h 21' 09" |
| 4  | Maria Cocchetti            | 1h 23' 47" |
| 5  | Tiziana De Sessa           | 1h 26' 47" |
| 6  | Marianna Longa             | 1h 30' 05" |
| 7  | Monica Casiraghi           | 1h 30' 34" |
| 8  | Daniela Peterlini          | 1h 31' 46" |
| 9  | Raffaella Pasini           | 1h 35' 07" |
| 10 | Donatella Vinci            | 1h 35' 20" |

## Quarta edizione
La quarta edizione della Stralivigno si svolse domenica 3 agosto 2003. Alla gara presero parte 472 uomini e 82 donne. Tra gli uomini vinse il keniano Elijah Sang con il tempo di 1h 09' 43", mentre tra le donne vinse la keniana Margaret Atodonyang con il tempo di 1h 20' 36".

### Uomini
| #  | Nome                  | Tempo      |
| -- | --------------------- | ---------- |
| 1  | Elijah Sang           | 1h 09' 43" |
| 2  | Andrea Agostini       | 1h 14' 49" |
| 3  | Marco Agostini        | 1h 15' 39" |
| 4  | Giuseppe Carella      | 1h 15' 59" |
| 5  | Claudio Caretti       | 1h 16' 17" |
| 6  | Lorenzo Merli         | 1h 17' 02" |
| 7  | Massimiliano Zanaboni | 1h 17' 27" |
| 8  | Daniel Antonioli      | 1h 17' 39" |
| 9  | Alfio Mozzi           | 1h 17' 41" |
| 10 | Antonio Luongo        | 1h 17' 58" |

### Donne
| #  | Nome                       | Tempo      |
| -- | -------------------------- | ---------- |
| 1  | Margaret Atodonyang        | 1h 20' 36" |
| 2  | Banuella Mirashan Brighton | 1h 21' 10" |
| 3  | Emily Kimuria              | 1h 22' 02" |
| 4  | Simona Viola               | 1h 25' 47" |
| 5  | Marcella Mancini           | 1h 29' 08" |
| 6  | Monica Casiraghi           | 1h 29' 28" |
| 7  | Marianna Longa             | 1h 30' 35" |
| 8  | Sonia Lopes                | 1h 34' 09" |
| 9  | Elvira Zoboli              | 1h 40' 13" |
| 10 | Antonella Lissoni          | 1h 41' 21" |

## Quinta edizione
La quinta edizione della Stralivigno si svolse domenica 1º agosto 2004. Alla gara presero parte 783 uomini e 77 donne. Tra gli uomini vinse il keniano Kipkering Philemon con il tempo di 1h 10' 21", mentre tra le donne vinse l'italiana Maria Cocchetti con il tempo di 1h 23' 50".

### Uomini
| #  | Nome               | Tempo      |
| -- | ------------------ | ---------- |
| 1  | Kipkering Philemon | 1h 10' 21" |
| 2  | Luc Krotwaar       | 1h 10' 51" |
| 3  | Patrick Ndayisenga | 1h 12' 18" |
| 4  | Habram Chelanga    | 1h 12' 52" |
| 5  | Emanuele Zenucchi  | 1h 14' 05" |
| 6  | Kiprop Tuwei       | 1h 14' 33" |
| 7  | Lorenzo Merli      | 1h 15' 56" |
| 8  | Giorgio Calcaterra | 1h 16' 24" |
| 9  | Claudio Caretti    | 1h 16' 36" |
| 10 | Graziano Zugnoni   | 1h 16' 58" |

### Donne
| #  | Nome              | Tempo      |
| -- | ----------------- | ---------- |
| 1  | Maria Cocchetti   | 1h 23' 50" |
| 2  | Norah Cheptoo     | 1h 28' 03" |
| 3  | Marianna Longa    | 1h 30' 02" |
| 4  | Monica Pezzotti   | 1h 33' 13" |
| 5  | Donatella Vinci   | 1h 34' 45" |
| 6  | Marta Santamaria  | 1h 38' 12" |
| 7  | Martina Zanzi     | 1h 39' 37" |
| 8  | Marta Lualdi      | 1h 42' 14" |
| 9  | Elena Porta       | 1h 42' 34" |
| 10 | Alessandra Valgoi | 1h 42' 39" |

## Sesta edizione
La sesta edizione della Stralivigno si svolse domenica 31 luglio 2005. Alla gara presero parte 603 uomini e 81 donne. Tra gli uomini vinse il keniano Jonathan Koilege con il tempo di 1h 15' 13", mentre tra le donne vinse l'italiana Ivana Iozzia con il tempo di 1h 29' 43".

### Uomini
| #  | Nome              | Tempo      |
| -- | ----------------- | ---------- |
| 1  | Jonathan Koilege  | 1h 15' 13" |
| 2  | Kenei Kiprtotich  | 1h 15' 13" |
| 3  | Saaid Ribag       | 1h 17' 44" |
| 4  | Giorgio Hafner    | 1h 17' 48" |
| 5  | Andrej Toptun     | 1h 19' 02" |
| 6  | Andrea Agostini   | 1h 19' 46" |
| 7  | Godfrey Nyombi    | 1h 20' 16" |
| 8  | Emanuele Zenucchi | 1h 20' 30" |
| 9  | Claudio Caretti   | 1h 21' 11" |
| 10 | Marco Majori      | 1h 22' 26" |

### Donne
| #  | Nome                 | Tempo      |
| -- | -------------------- | ---------- |
| 1  | Ivana Iozzia         | 1h 29' 43" |
| 2  | Inna Lebedeva        | 1h 36' 08" |
| 3  | Martina Zanzi        | 1h 37' 09" |
| 4  | Monica Pezzotti      | 1h 39' 29" |
| 5  | Elena Casaro         | 1h 40' 16" |
| 6  | Marta Lualdi         | 1h 42' 49" |
| 7  | Daniela Richini      | 1h 44' 28" |
| 8  | Tatiana Bianconi     | 1h 44' 46" |
| 9  | Gaudenzia Donagrandi | 1h 45' 02" |
| 10 | Monica Freda         | 1h 48' 36" |

## Settima edizione
La settima edizione della Stralivigno si svolse domenica 6 agosto 2006. Alla gara presero parte 513 uomini e 84 donne. Tra gli uomini vinse il keniano Philemon Kipkering con il tempo di 1h 13' 38", mentre tra le donne vinse l'italiana Marianna Longa con il tempo di 1h 27' 02".

### Uomini
| #  | Nome                  | Tempo      |
| -- | --------------------- | ---------- |
| 1  | Philemon Kipkering    | 1h 13' 38" |
| 2  | Jonathan Koilegei     | 1h 13' 50" |
| 3  | Marco De Gasperi      | 1h 14' 05" |
| 4  | El Hachimi Abdelhadi  | 1h 17' 03" |
| 5  | Dereje Rabattoni      | 1h 17' 14" |
| 6  | Emanuele Manzi        | 1h 17' 46" |
| 7  | Massimiliano Zanaboni | 1h 18' 09" |
| 8  | Marco Agostini        | 1h 19' 30" |
| 9  | Giorgio Calcaterra    | 1h 19' 33" |
| 10 | Fikre Tekle           | 1h 19' 47" |

### Donne
| #  | Nome               | Tempo      |
| -- | ------------------ | ---------- |
| 1  | Marianna Longa     | 1h 27' 02" |
| 2  | Maria Cocchetti    | 1h 27' 58" |
| 3  | Ivana Iozzia       | 1h 29' 26" |
| 4  | Dana Janeckova     | 1h 32' 28" |
| 5  | Inna Lebedeva      | 1h 34' 15" |
| 6  | Cristina Scolari   | 1h 34' 49" |
| 7  | Greta Varchi       | 1h 36' 21" |
| 8  | Donatella Vinci    | 1h 38' 03" |
| 9  | Gertraud Hoellrigl | 1h 38' 42" |
| 10 | Eva Skalnikova     | 1h 39' 45" |

## Ottava edizione
La ottava edizione della Stralivigno si svolse domenica 28 luglio 2007. Alla gara presero parte 581 uomini e 80 donne. Tra gli uomini vinse il keniano David Ngeny Cheruyiot con il tempo di 1h 14' 57", mentre tra le donne vinse l'italiana Ivana Iozzia con il tempo di 1h 29' 30".

### Uomini
| #  | Nome                  | Tempo      |
| -- | --------------------- | ---------- |
| 1  | David Ngeny Cheruyiot | 1h 14' 57" |
| 2  | El Hachimi Abdelhadi  | 1h 15' 40" |
| 3  | Boudalia Said         | 1h 16' 05" |
| 4  | Saitoti Joel Selean   | 1h 16' 48" |
| 5  | Graziano Zugnoni      | 1h 17' 57" |
| 6  | Rachid Aitbensalem    | 1h 18' 15" |
| 7  | Ahmed Nasef           | 1h 18' 57" |
| 8  | Antonio Armuzzi       | 1h 19' 48" |
| 9  | Lahcen                | 1h 20' 01" |
| 10 | Franco Zanotti        | 1h 20' 25" |

### Donne
| #  | Nome              | Tempo      |
| -- | ----------------- | ---------- |
| 1  | Ivana Iozzia      | 1h 29' 30" |
| 2  | Marianna Longa    | 1h 30' 22" |
| 3  | Anna Kovalenko    | 1h 36' 45" |
| 4  | Donatella Vinci   | 1h 39' 16" |
| 5  | Giovanna Cavalli  | 1h 39' 58" |
| 6  | Monica Carlin     | 1h 40' 04" |
| 7  | Lara Torresani    | 1h 47' 26" |
| 8  | Cristina Sonzogni | 1h 47' 33" |
| 9  | Ida Gotti         | 1h 51' 43" |
| 10 | Roberta Nagni     | 1h 52' 16" |

## Nona edizione
La nona edizione della Stralivigno si svolse domenica 3 agosto 2008. Alla gara presero parte 540 uomini e 91 donne. Tra gli uomini vinse il keniano Jonathan Koilegei con il tempo di 1h 13' 56", mentre tra le donne vinse l'italiana Marianna Longa con il tempo di 1h 25' 09".

### Uomini
| #  | Nome                 | Tempo      |
| -- | -------------------- | ---------- |
| 1  | Jonathan Koilegei    | 1h 13' 56" |
| 2  | Rugut Mathew         | 1h 15' 43" |
| 3  | Kiptoo Melly Kennedy | 1h 16' 51" |
| 4  | Boudalia Said        | 1h 17' 02" |
| 5  | Graziano Zugnoni     | 1h 19' 54" |
| 6  | Bruno Carrara        | 1h 21' 56" |
| 7  | Michele Penone       | 1h 23' 12" |
| 8  | Andrea Ruggiero      | 1h 23' 27" |
| 9  | Costantino Simonetta | 1h 23' 41" |
| 10 | Roberto Corbara      | 1h 20' 25" |

### Donne
| #  | Nome                    | Tempo      |
| -- | ----------------------- | ---------- |
| 1  | Marianna Longa          | 1h 25' 09" |
| 2  | Ivana Iozzia            | 1h 28' 34" |
| 3  | Julia Ruban             | 1h 29' 05" |
| 4  | Angeline Nyiransabimana | 1h 29' 39" |
| 5  | Annina Berri            | 1h 33' 13" |
| 6  | Giovanna Volpato        | 1h 34' 34" |
| 7  | Josephine Wangoi        | 1h 35' 02" |
| 8  | Inna Lebedeva           | 1h 36' 38" |
| 9  | Nelly Jeptanui          | 1h 38' 39" |
| 10 | Sylke Schmidt           | 1h 39' 06" |

## Decima edizione
La decima edizione della Stralivigno si svolse domenica 2 agosto 2009. Alla gara presero parte 732 uomini e 124 donne. Tra gli uomini vinse il keniano Geoffrey Gikuni Ndungu con il tempo di 1h 10' 07", mentre tra le donne vinse l'italiana Marianna Longa con il tempo di 1h 27' 29".

### Uomini
| #  | Nome                   | Tempo      |
| -- | ---------------------- | ---------- |
| 1  | Geoffrey Gikuni Ndungu | 1h 10' 07" |
| 2  | Kipruto Maiyo Elvis    | 1h 12' 39" |
| 3  | Kibet Langat Wesley    | 1h 13' 11" |
| 4  | Toroitich Kosgei Isaac | 1h 15' 34" |
| 5  | Tommaso Vaccina        | 1h 15' 47" |
| 6  | Krijn Van Koolwijk     | 1h 16' 25" |
| 7  | Kiplagat Samoei Micah  | 1h 17' 31" |
| 8  | Daniel Antonioli       | 1h 20' 20" |
| 9  | Pietro Colnaghi        | 1h 23' 49" |
| 10 | Francesco Bettoni      | 1h 24' 11" |

### Donne
| #  | Nome              | Tempo      |
| -- | ----------------- | ---------- |
| 1  | Marianna Longa    | 1h 27' 29" |
| 2  | Valeria Straneo   | 1h 28' 32" |
| 3  | Ivana Iozzia      | 1h 29' 28" |
| 4  | Annina Berri      | 1h 30' 38" |
| 5  | Volha Salevich    | 1h 34' 41" |
| 6  | Elisabetta Comero | 1h 36' 37" |
| 7  | Elena Fratus      | 1h 40' 04" |
| 8  | Daniela Scutti    | 1h 44' 38" |
| 9  | Roberta Nagni     | 1h 45' 20" |
| 10 | Bianca Dotto      | 1h 45' 41" |

## Undicesima edizione
La undicesima edizione della Stralivigno si svolse domenica 25 luglio 2010. Alla gara presero parte 688 uomini e 126 donne. Tra gli uomini vinse l'etiope Abere Chane Lema con il tempo di 1h 10' 51", mentre tra le donne vinse l'italiana Marianna Longa con il tempo di 1h 27' 02".

### Uomini
| #  | Nome                    | Tempo      |
| -- | ----------------------- | ---------- |
| 1  | Abere Chane Lema        | 1h 10' 51" |
| 2  | Kipkurgat Yiego Philip  | 1h 11' 28" |
| 3  | Alemayehu Shumye Tafere | 1h 11' 40" |
| 4  | Kipruto Maiyo Elvis     | 1h 12' 30" |
| 5  | Gikuni Ndungu Geoffrey  | 1h 13' 40" |
| 6  | Kiplagat Samoei Micah   | 1h 14' 16" |
| 7  | Hajjy Mohamed           | 1h 15' 10" |
| 8  | Biwott Zakayo Kipsang   | 1h 15' 42" |
| 9  | Abouelabbas Hicham      | 1h 16' 39" |
| 10 | Serem Philemon Kipketer | 1h 17' 43" |

### Donne
| #  | Nome                      | Tempo      |
| -- | ------------------------- | ---------- |
| 1  | Marianna Longa            | 1h 27' 02" |
| 2  | Ivana Iozzia              | 1h 28' 47" |
| 3  | Elena Casaro              | 1h 31' 45" |
| 4  | Ana Nasu                  | 1h 33' 04" |
| 5  | Roberta Pedranzini        | 1h 35' 13" |
| 6  | Kimugung Janeth Jepkosgei | 1h 37' 40" |
| 7  | Giovanna Meroni           | 1h 38' 42" |
| 8  | Sirine Gontara            | 1h 40' 15" |
| 9  | Marcella Giana            | 1h 40' 37" |
| 10 | Giovanna Confortola       | 1h 41' 31" |

## Dodicesima edizione
La dodicesima edizione della Stralivigno si svolse domenica 31 luglio 2011. Alla gara presero parte 545 uomini e 129 donne. Tra gli uomini vinse Ghallab Khalid con il tempo di 1h 18' 22", mentre tra le donne vinse l'italiana Ivana Iozzia con il tempo di 1h 29' 31".

### Uomini
| #  | Nome                 | Tempo      |
| -- | -------------------- | ---------- |
| 1  | Ghallab Khalid       | 1h 18' 22" |
| 2  | Carlo Ratti          | 1h 22' 02" |
| 3  | Fikre Tekle          | 1h 22' 54" |
| 4  | Luca Sanna           | 1h 22' 56" |
| 5  | Franco Zanotti       | 1h 23' 17" |
| 6  | Graziano Zugnoni     | 1h 23' 59" |
| 7  | Daniele Palladino    | 1h 24' 21" |
| 8  | Gianluigi Martinelli | 1h 24' 32" |
| 9  | Bruno Carrara        | 1h 26' 00" |
| 10 | Luca Gosatti         | 1h 26' 26" |

### Donne
| #  | Nome                | Tempo      |
| -- | ------------------- | ---------- |
| 1  | Ivana Iozzia        | 1h 29' 31" |
| 2  | Viviana Rudasso     | 1h 31' 30" |
| 3  | Catherine Bertone   | 1h 32' 58" |
| 4  | Francesca Iachemel  | 1h 33' 42" |
| 5  | Giovanna Meroni     | 1h 39' 20" |
| 6  | Francesca Marin     | 1h 40' 05" |
| 7  | Cristina Sonzogni   | 1h 40' 18" |
| 8  | Veronica Cavallar   | 1h 40' 22" |
| 9  | Giovanna Confortola | 1h 42' 11" |
| 10 | Daniela Ferrari     | 1h 44' 49" |

## Tredicesima edizione
La tredicesima edizione della Stralivigno si svolse domenica 29 luglio 2012. Alla gara presero parte 460 uomini e 112 donne. Tra gli uomini vinse lo svizzero Eshak Abrahm con il tempo di 1h 17' 37", mentre tra le donne vinse l'italiana Ivana Iozzia con il tempo di 1h 28' 55".

### Uomini
| #  | Nome                 | Tempo      |
| -- | -------------------- | ---------- |
| 1  | Eshak Abrahm         | 1h 17' 27" |
| 2  | Said Boudalia        | 1h 19' 27" |
| 3  | Daniele Troia        | 1h 22' 07" |
| 4  | Gianluigi Martinelli | 1h 22' 58" |
| 5  | Devis Licciardi      | 1h 23' 13" |
| 6  | Luca Massimino       | 1h 23' 13" |
| 7  | Davide Boroni        | 1h 23' 50" |
| 8  | Carlo Ratti          | 1h 24' 54" |
| 9  | Alberto Menghini     | 1h 25' 12" |
| 10 | Alan Martinelli      | 1h 25' 37" |

### Donne
| #  | Nome                 | Tempo      |
| -- | -------------------- | ---------- |
| 1  | Ivana Iozzia         | 1h 28' 55" |
| 2  | Veronica Cavallar    | 1h 34' 25" |
| 3  | Eleonora Bazzoni     | 1h 36' 46" |
| 4  | Marianna Longa       | 1h 37' 39" |
| 5  | Elena Fratus         | 1h 40' 04" |
| 6  | Giovanna Confortola  | 1h 42' 30" |
| 7  | Ilaria Zen           | 1h 43' 15" |
| 8  | Daniela Ferrari      | 1h 43' 37" |
| 9  | Antonella Iannicelli | 1h 44' 45" |
| 10 | Elisabetta Menesatti | 1h 46' 40" |

## Quattordicesima edizione
La quattordicesima edizione della Stralivigno si svolse sabato 27 luglio 2013. Alla gara presero parte 470 uomini e 114 donne. Tra gli uomini vinse il keniano Kimathi Kithini Kenneth con il tempo di 1h 12' 42", mentre tra le donne vinse la slovacca Katarina Beresova con il tempo di 1h 24' 41".

### Uomini
| #  | Nome                    | Tempo      |
| -- | ----------------------- | ---------- |
| 1  | Kimathi Kithini Kenneth | 1h 12' 42" |
| 2  | Robert Panin Surum      | 1h 15' 21" |
| 3  | Peter Chege Wangari     | 1h 16' 18" |
| 4  | Lhoussaine Oukhrid      | 1h 16' 49" |
| 5  | Henry Kimani Mukuria    | 1h 18' 21" |
| 6  | Daniele Simoncelli      | 1h 18' 40" |
| 7  | Luca Massimino          | 1h 19' 51" |
| 8  | Krijn Van Koolinijk     | 1h 20' 46" |
| 9  | Carlo Ratti             | 1h 21' 01" |
| 10 | Francesco Puppi         | 1h 22' 24" |

### Donne
| #  | Nome                | Tempo      |
| -- | ------------------- | ---------- |
| 1  | Katarina Beresova   | 1h 24' 41" |
| 2  | Ivana Iozzia        | 1h 26' 08" |
| 3  | Cristina Dosio      | 1h 37' 07" |
| 4  | Lorenza Combi       | 1h 40' 12" |
| 5  | Giovanna Confortola | 1h 40' 58" |
| 6  | Daniela Gilardi     | 1h 43' 04" |
| 7  | Cristina Sonzogni   | 1h 43' 46" |
| 8  | Elisa Almondo       | 1h 45' 47" |
| 9  | Giovanna Cavalli    | 1h 46' 31" |
| 10 | Monica Bottinelli   | 1h 46' 40" |